# Louisiana Story
Louisiana Story is een Amerikaanse film uit 1948 onder de regie van Robert J. Flaherty. De montage werd gedaan door de Nederlandse Helen van Dongen, die al eerder samengewerkt had met Flaherty aan de film The Land uit 1942. De film was genomineerd voor een Oscar en werd in 1994 opgenomen in het National Film Registry.

## Rolverdeling
| Acteur           | Personage                        |
| ---------------- | -------------------------------- |
| Joseph Boudreaux | The Boy                          |
| Lionel Le Blanc  | His Father                       |
| E. Bienvenu      | His Mother (as Mrs. E. Bienvenu) |
| Frank Hardy      | The Driller                      |
| C.P. Guedry      | The Boilerman                    |